# Karjala Tournament 2011
Karjala Tournament 2011 spelades under perioden 10-13 november 2011. Turneringen ingår i Euro Hockey Tour. Sverige inledde turneringen med en match på svensk mark mot Tjeckien i Örnsköldsvik och Fjällräven Center. Övriga matcher avgjordes i Hartwall Arena, Helsingfors, Finland. Turneringen vanns av Ryssland, före Finland. 

## Slutresultat
| Lag      | S | V | ÖV | ÖF | F | GM | IM | MS | P |
| -------- | - | - | -- | -- | - | -- | -- | -- | - |
| Ryssland | 3 | 2 | 1  | 0  | 0 | 8  | 3  | +5 | 8 |
| Finland  | 3 | 1 | 0  | 1  | 1 | 8  | 6  | +2 | 4 |
| Tjeckien | 3 | 1 | 0  | 0  | 2 | 6  | 8  | −2 | 3 |
| Sverige  | 3 | 1 | 0  | 0  | 2 | 7  | 12 | −5 | 3 |

## Resultat
Alla tider som anges är lokala. UTC+2 för matcher i Finland och UTC+1 för matchen i Sverige.
| 10 november 2011 19:00 | Sverige | 2 − 5 ( 0−1, 2−1, 0−3 ) | Tjeckien | Fjällräven Center, Örnsköldsvik, Sverige |

|  |                                             |  | | Åskådare: 5 227                           |                                           |
|  | Jämtin (PP1) (26:14) Andersson (EQ) (34:26) |  | Nedved (EQ) (02:34) Petruzalek (PP1) (21:42) Nedved (EQ) (42:40) Novotny (EQ) (45:12) Petruzalek (EQ) (45:53) | Domare: Vyacheslav Bulanov Alexei Ravodin | Domare: Vyacheslav Bulanov Alexei Ravodin |

| 10 november 2011 18:30 | Ryssland | 2 – 1 öt/str ( 1−0, 0−0, 0−1, 0−0, 1−0 ) | Finland | Hartwall Arena, Helsingfors, Finland |

|  |                                       |  |                      | Åskådare: 11 244                  |                                   |
|  | Radulov (PP1) (12:33) Kuznetsov (GWS) |  | Vatanen (EQ) (40:22) | Domare: Sören Persson Mikael Nord | Domare: Sören Persson Mikael Nord |

| 12 november 2011 13:00 | Sverige | 1 – 4 ( 0−2, 1−0, 0−2 ) | Ryssland | Hartwall Arena, Helsingfors, Finland |

|  |                             |  |                                                                                           | Åskådare: 5 578                     |                                     |
|  | Calle Järnkrok (EQ) (21:36) |  | Radulov (PP1) (06:22) Radulov (PP1) (17:39) Perezhogin (EQ) (57:48) Shirokov (EQ) (59:49) | Domare: Jari Levonen Jari Leppäalho | Domare: Jari Levonen Jari Leppäalho |

| 12 november 2011 17:00 | Finland | 4 – 0 ( 1−0, 2−0, 1−0 ) | Tjeckien | Hartwall Arena, Helsingfors, Finland |

|  |                                                                                      |  |  | Åskådare: 11 814                  |                                   |
|  | Immonen (EQ) (03:29) Immonen (EQ) (20:25) Pesonen (EQ) (27:39) Niskala (PP1) (51:57) |  |  | Domare: Sören Persson Mikael Nord | Domare: Sören Persson Mikael Nord |

| 13 november 2011 13:00 | Tjeckien | 1 – 2 ( 0−0, 1−0, 0−2 ) | Ryssland | Hartwall Arena, Helsingfors, Finland |

|  |                      |  |                                              | Åskådare: 3 794                     |                                     |
|  | Nedved (PP1) (27:27) |  | Radulov (PP1) (54:04) Koznetsov (EQ) (59:50) | Domare: Antti Boman Aleksei Rantala | Domare: Antti Boman Aleksei Rantala |

| 13 november 2011 17:00 | Finland | 3 − 4 ( 1−1, 1−3, 1−0 ) | Sverige | Hartwall Arena, Helsingfors, Finland |

|  |                                                                  |  |                                                                                               | Åskådare: 12 195                |                                 |
|  | Immonen (PP1) (05:14) Vatanen (PP2) (39:15) Komarov (EQ) (48:58) |  | Danielsson (PP1) (18:29) Thörnberg (EQ) (27:33) Bäckman (PP1) (32:35) Thörnberg (SH1) (38:24) | Domare: Martin Frano Jan Hribik | Domare: Martin Frano Jan Hribik |

## Utmärkelser

### Bästa spelare
Turneringens arrangörer röstade fram följande spelare:
- Bäste målvakt:  Konstantin Barulin
- Bäste försvarsspelare:  Ilya Nikulin
- Bäste anfallsspelare:  Jarkko Immonen

### Medias all star-lag
- Målvakt: Konstantin Barulin
- Försvarsspelare: Ilya Nikulin
- Försvarsspelare:  Sami Vatanen
- Anfallsspelare:  Jarkko Immonen
- Anfallsspelare:  Mikael Granlund
- Anfallsspelare:  Aleksandr Radulov